# Coach
Coach, Inc. (произносится Коуч, инк) — американская компания, занимающаяся продажей сумок и другой галантереи. С 2017 года является подразделением и брендом компании Tapestry.

## История
Компания была основана в 1941 году в Нью-Йорке, первоначально называлась Gail Leather Products и изготавливала бумажники. В 1946 году в компании начал работать Майлз Кан, к 1950 году он стал управляющим. В 1960 году была запущена линия дамских сумочек под брендом Coach; они были сделаны из кожи, выделанной по новой технологии, разработанной Каном. В 1961 году Майлз Кан выкупил компанию у её владельцев. В 1962 году была нанята дизайнер Бонни Кэшин, которая оставалась в компании до 1974 года.
В начале 1980-х годов Coach выпускала дамские сумочки, портфели, бумажники и пояса, они изготавливались вручную на фабрике на Манхэттене. К этому времени у компании был флагманский магазин на Мэдисон-авеню и ещё 6 бутиков, её продукция пользовалась большим спросом в универмагах. В 1985 году Майлз Кан продал компанию корпорации Sara Lee. Новым президентом компании был назначен Лью Франкфорт. С новым владельцем и руководством компания начала расширять ассортимент и розничную сеть. В 1988 году была открыта новая фабрика в Майами (Флорида). Также в 1988 году компания начала продавать первый товар, сделанный не из кожи — шёлковые шарфы, изготовленные в Италии. В конце 1980-х годов были открыты первые зарубежные торговые точки — отделы в универмагах Harrods (Лондон) и Mitsukoshi (Токио). В 1989 году выручка Coach достигла 100 млн долларов.
В начале 1990-х годов был создан дизайнерский отдел для разработки новых товаров под брендом Coach, включая письменные принадлежности, рамки для фотографий, сувениры, верхнюю одежду, чемоданы, носки и подтяжки. Для увеличения объёмов производства в 1993 году была открыта фабрика в Пуэрто-Рико. В 1996 году креативным директором компании стал модельер Рид Кракофф. Во второй половине 1990-х годов компания начала лицензировать свой бренд другим производителям, в частности, в 1997 году группа Movado приобрела лицензию на выпуск часов Coach. В конце десятилетия продажи начали падать из-за Азиатского финансового кризиса и снижения спроса на изделия из кожи. Для снижения расходов Coach начала применять аутсорсинг производства. В 1999 году компания начала торговлю через интернет.
В 2000 году корпорация Sara Lee начала реорганизацию, в ходе которой Coach была выделена в самостоятельную компанию. В октябре 2000 года акции Coach были размещены на Нью-Йоркской фондовой бирже, к апрелю 2001 года процесс выделения был завершён. Лью Франкфорт остался главой компании, оборот которой к этому времени достиг 616 млн долларов. В 2013 году новым креативным директором стал Стюарт Веверс.
В 2015 году за 574 млн долларов была куплена обувная компания Stuart Weitzman, основанная американским дизайнером Стюартом Вайцманом. В июле 2017 года за 2,4 млрд долларов был приобретён бренд сумок Kate Spade New York, создателем которого была американский модельер Кейт Спейд. В ноябре 2017 года была создана холдинговая компания Tapestry (с англ. — «гобелен»), объединившая Coach, Kate Spade New York и Stuart Weitzman.

## Деятельность
Компания владеет магазинами в США, Канаде, Китае, Японии и других странах. В 2008 году 70 % продаж Coach приходилось на США, 20 % — на Японию, оставшиеся 10 % давали ещё 27 стран. Численность персонала компании составляла около 10,1 тыс. человек (2007 год). Выручка компании за 2008 год по МСФО составила $3,18 млрд, чистая прибыль — $742 млн.
Выручка за 2023/24 финансовый год составила 5,1 млрд долларов (76 % выручки всей компании Tapestry), из них на женские сумки пришлось 2,5 млрд долларов. Розничная сеть Coach насчитывала 930 магазинов, из них 324 в США и Канаде.

### Coach в России
В 2018 году Coach открыла первый флагманский бутик в Москве. В 2022 году закрыла его.